# كلير فيغيه
كلير فيغيه (بالإنجليزية: Claire Fejes)‏ هي نحّاتة أمريكية، ولدت في 1920، وتوفيت في 1998.